# گونلوجه (جیحان)
گونلوجه (به ترکی استانبولی: Günlüce) (به کردی: Se'diye) یک منطقهٔ مسکونی در ترکیه است که در جیحان واقع شده‌است.